# Zeeborstel
De zeeborstel (Plumularia setacea) is een hydroïdpoliep uit de familie Plumulariidae. De poliep komt uit het geslacht Plumularia. Plumularia setacea werd in 1758 voor het eerst wetenschappelijk beschreven door Carl Linnaeus.

## Beschrijving
Een veerachtig hydroïdpoliep met centrale hoofdstam en talrijke zijtakken die in een plat vlak ontstaan. De hoofdstam is bruin van kleur. De zijtakken zijn samengesteld uit afzonderlijke gewrichten, één gewricht met een hydrotheca en defensieve nematothecae wordt afgewisseld met een kortere gewricht met alleen nematoforen. De gonothecae zijn amfora-vormig, met een ovaal lichaam en buisvormige hals, langs het centrale gebied van de kolonie gedragen. Deze soort lijkt in twee vormen voor te komen: wanneer hij op andere hydroïdpoliepen groeit, is hij slechts ongeveer 15 mm hoog, terwijl hij op rotsachtige ondergrond 70 mm of meer lang wordt.

## Verspreiding
Deze soort wordt wereldwijd gevonden. De dwergvorm van deze soort komt het meest voor op de vertakte kranspoliep (Nemertesia ramosa) maar ook op andere hydroïdpoliepen. De grotere vorm wordt meestal gevonden in sterke tot zeer sterke getijdenstromen die vastzitten aan gesteente of keien.